# Томислав Дурбешић
Томислав Дурбешић (Ниш, 11. јул 1928 — Париз, 14. септембар 2001) је био хрватски књижевник, редитељ и професор на Академији драмске умјетности у Загребу.

## Биографија
Студирао је славистику и германистику на Филозофском факултету и режију на Академији драмске умјетности у Загребу.
У позоришту дебитује режијом Таква љубав (Takove laske) П. Кохута 1958. године у позоришту Гавела. Од тада па до своје смрти режирао је око 150 представа у Загребу, Дубровнику, Сарајево, Зеници, Бањалуци, Приштини, Сплиту, Ријеци, Задру, Осијеку, Београду итд.
Од 1965. до 1966. ангажован је у загребачком Хрватском народном казалишту, а 1954. оснива Мали драмски студио.
Оснивач је и Вечерње сцене у Казалишту Трешња и Сцене П. С. у Хрватском народном казалишту. Један је од оснивача Театра ИТД где је и режирао. Бавио се и педагошким радон на Академији драмске уметности у Загребу, од 1972. је виши предавач, а од 1985. постаје редовни професор на Одсеку за глуму и режију.

### Књижевни рад
Аутор је више збирки поезије; (П. С. 1975), Пјесме у пркос (1997), Коме? (1987), Пјешак на аутостради (1988), Доста! (1999),
есеја; Fate largo (1973), Казивање авангардног конзервативца (1989), (Ето тако (1990), Изабрана дјела 1/2 (2001),
драма; Va banque или Распућин и остали (1975), Сан револуционарне ноћи (Рондо) (1999)